# 阿辛頓澳式足球會
阿辛頓澳式足球會（英語：Essendon Football Club），綽號轟炸機，是一個參賽澳大利亞澳式足球聯盟的澳式足球隊伍。1871年球隊成立之初是一支青年隊，到1873年成為成年隊，總部在阿辛頓娛樂保護區，比賽主場在港區體育館。